# Maria-Meeresstern-Kirche (Świnoujście)

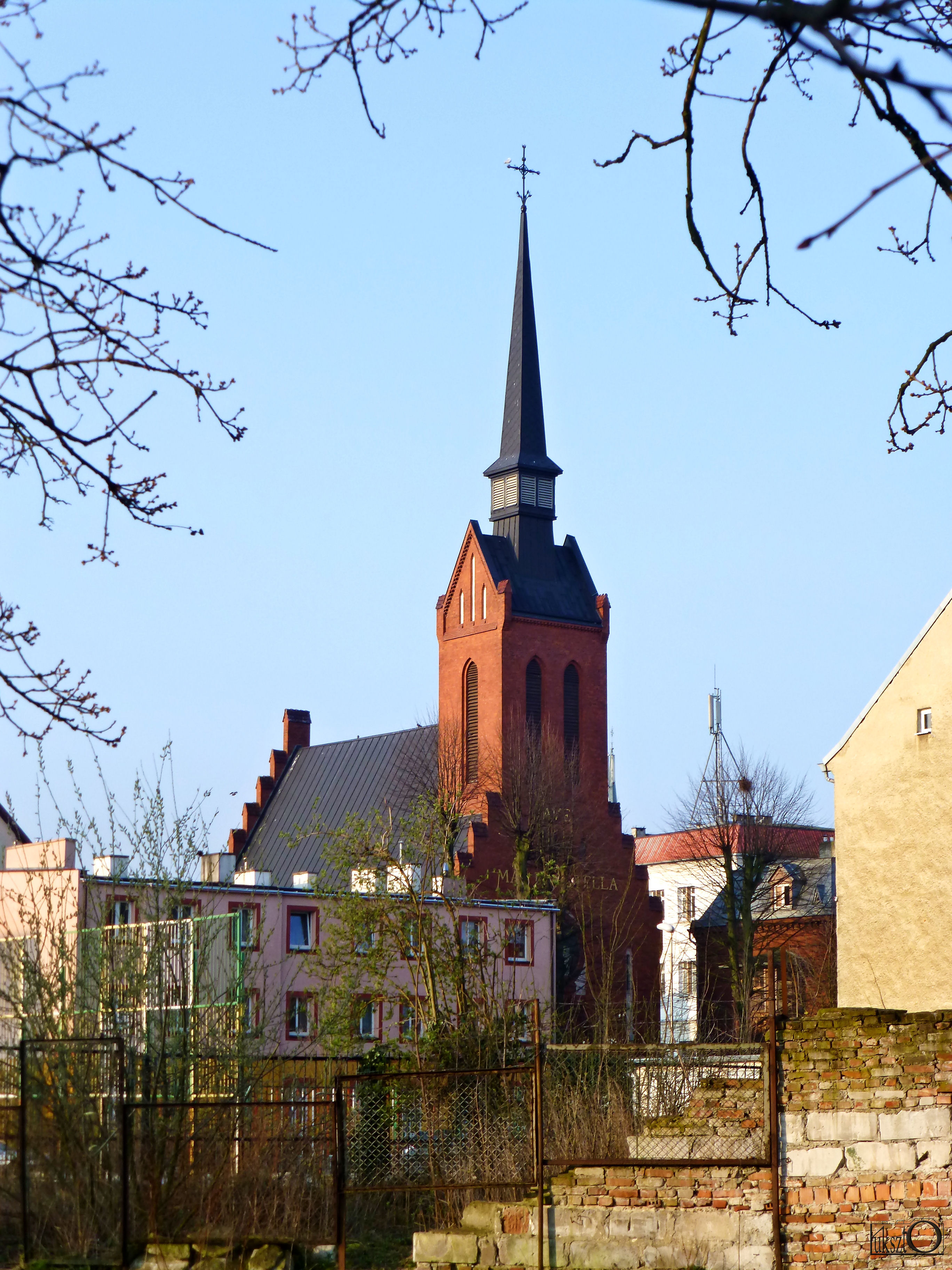
Maria-Meeresstern-Kirche in Świnoujście

Die Kirche der Allerheiligsten Jungfrau Maria Meeresstern (auch Kirche Stella Maris, polnisch Kóściół Najświętszej Mariy Panny Gwiazdy Morza) ist eine römisch-katholische Pfarrkirche in Świnoujście (Swinemünde) auf der Ostseeinsel Usedom in Polen. 

## Geschichte
Im Jahr 1895 wurde für die katholische Gemeinde in Swinemünde eine eigene Kirche gebaut. Der Entwurf stammte von dem Berliner Architekten Engelbert Seibertz, der bereits umfangreiche Erfahrungen im katholischen Sakralbau hatte. Am 22. Juli 1896 wurde die neogotische Kirche auf das Patrozinium Maria Meeresstern geweiht, sie gehörte zur damaligen Fürstbischöflichen Delegatur für Brandenburg und Pommern des Bistums Breslau. Sie war die erste und bis 1945 einzige katholische Kirche in Swinemünde und wurde auch von polnischen Saisonarbeitern genutzt.
Den Luftangriff auf Swinemünde im Jahr 1945 überstand sie unbeschädigt. Sie ist heute Pfarrkirche im Erzbistum Stettin-Cammin.

## Architektur und Innenausstattung
Die Architektur der Kirche steht in der Tradition der norddeutschen Backsteingotik und besitzt einen Westturm. Die Innenausstattung ist teilweise original erhalten. Die Orgel kam 1903 aus der Werkstatt von Barnim Grüneberg und hat neun Register mit zwei Manualen und Pedal (Opus 472).